# Балахтински рејон
Балахтински рејон (рус. Балахтинский район) је општински рејон у јужном делу Краснојарске Покрајине, Руске Федерације.
Административни центар рејона је насеље Балахта (рус. Балахта).
Подручје се налази у долинама река Јенисеј и Чулим. Укупна површина рејона је 10.250 км². Површина пољопривредног земљишта је 3.445 km², шумско земљиште 6.061 км², а на унутрашње вода отпада 657 km². По величини територије рејона заузима 12. место у покрајини.
Суседни рејони су:
- север: Козулски и Јемељановски рејон
- североисток: Бјерјозовски рејон
- исток: Мански рејон
- југоисток: Курагински рејон
- југ: Идрински, Краснотурански и Новосјоловски рејон
- запад: Ужурски рејон
- северозапад: Назаровски рејон

Укупан број становника је 19.868 (2014)